# Prekmurska gibanica
Le prekmurska gibanica est une pâtisserie originaire de l'est de la Slovénie bénéficiant de l'appellation européenne Spécialité Traditionnelle Garantie (STG) depuis 2010 et considérée comme une spécialité nationale. Il tient son nom de la région de Prekmurje et de sa structure en couches superposées (gűba signifiant plis en slovène).

## Origine
Le prekmurska gibanica est originaire de la région de Prekmurje, au nord-est de la Slovénie.
La première mention de ce gâteau remonte au XVIIIe siècle sous le nom de gebanza dans un écrit de Pohlin. Sa première description précise date de 1827 dans l'essai Croaten und Wenden in Ungern de Jožef Kosič. Il y est présenté comme un gâteau composé d'une dizaine de couches, servi pour les mariages et les grandes occasions. On retrouve sa recette détaillée dans l'étude ethnographique de Vilko Novak, Ljudska prehrana v Prekmurju (La cuisine populaire en Prekmurje) en 1947, puis dans Slovenske narodne jedi (Les plats nationaux slovènes) datant de 1964 par Andreja Grum et Ivan Vozelj. 
On trouve de nombreuses références à cette pâtisserie dans la littérature slovène, comme dans le livre de Miško Kranjec Povest o dobrih ljudeh (Une histoire de braves gens) écrit en 1972, adapté au cinéma en 1975 par France Štiglic,.
En 2004 dans le Café Europe, la Slovénie est représentée par le prekmurska gibanica. En 2010, la Slovénie obtient sa protection en tant que spécialité traditionnelle garantie.

## Recette
La recette du prekmurska gibanica est assez complexe et longue à réaliser. 
Le gâteau est composé de pâte brisée, de pâte filo, de quatre types de farces et de deux nappages (l'un à la crème fraîche et l'autre au beurre ou à la margarine), le tout agencé à la manière d'un mille-feuilles.
Les quatre farces utilisées sont aux graines de pavots, à la pomme, au cottage cheese et aux noix. 
Le gâteau est une superposition de couches de farces nappées au beurre et à la crème fraiche, séparées entre elles par de la pate filo.
Chaque couche est composée d'une des quatre farces dans l'ordre suivant (de bas en haut) : pavot, pomme, cottage cheese, noix, le tout répété deux fois pour obtenir huit couches.
Le fond de la pâtisserie est en pâte brisée. Avant d'être enfourné, l'ensemble est une fois de plus nappé de crème au beurre et de crème fraîche auxquelles des jaunes d'œufs ont été ajoutés.
Le prekmurska gibanica est préparé soit dans un plat carré soit dans un plat rond. Il est alors découpé soit en parts rectangulaires, soit en part triangulaires.